# Freispiel (Film)
Freispiel ist ein österreichischer Film aus dem Jahr 1995.

## Handlung
Freispiel handelt von der Midlife Crisis des Musikprofessors Robert Brenneis. Dieser unterrichtet an einem Gymnasium in Wien und träumt davon ein Popstar zu sein wie sein ehemaliger Schulfreund Roland Pokorny.
Brenneis ist mehr oder weniger vom Pech verfolgt. Jeden Morgen, am Weg zur Schule, bestreitet er die gleiche Routine, die einzig von einem Kaffee und einem verlorenen Pinball-Spiel in einem Kaffeehaus unterbrochen wird.
Der Musikunterricht läuft eher zäh und stoisch ab, seine Schüler zeigen nur wenig Interesse am Unterricht und tanzen ihm auf der Nase herum. Ein Schüler unternimmt wegen einer Mathe-Entscheidungsprüfung im Schulgebäude einen Selbstmordversuch, der jedoch misslingt.
Zu Hause arbeitet Robert an seiner Musik, was ihm aber nicht so richtig gelingen will. Seine Frau Doris ist Mitarbeiterin der Künstleragentur Schindler. Der Chef bezirzt sie regelmäßig, und als Robert beim Gitarrenspiel aus dem Fenster blickt, sieht er Doris mit Schindler im Auto und reagiert eifersüchtig.
Sein Sohn Michael verhält sich abweisend gegenüber dem Vater. Er vertraut sich lieber seiner Mutter an und erzählt ihr, dass er in die Mitschülerin Tina verliebt ist, diese ihn jedoch wegen eines neuen Freundes abblitzen lässt. Dies erfährt der Vater nur so nebenbei.
Doris und Robert werden zur Schindlers Gartenparty eingeladen. Brenneis fährt nur zögerlich mit und ist von der Gesellschaft dort genervt. Lilly, eine Kollegin von Doris, welche sich auch ein wenig in Robert verknallt hat, spielt Roberts Kassette und Lieder dem Publikum vor. Schindler unterbricht dies sofort, da er sich nicht für Roberts Lieder interessiert. Brenneis verlässt die Party.
Die Direktorin des Gymnasiums lehnt Brenneis’ Pragmatisierung ab, da er dem Kollegium und der Direktorin nicht zum Gesicht steht. Ein Kollege, der noch nicht so lange wie er in der Schule beschäftigt ist, wird bevorzugt und erhält die Pragmatisierung.
Robert ist nicht in Urlaubsstimmung, doch als sein Sohn Michael alleine verreisen will, willigt er in Doris’ Urlaubspläne ein. Die Reise geht nach Lignano. Dort ist seine Laune wegen der Hitze jedoch schnell wieder getrübt und er reist mit der Bahn vorzeitig heim. Doris verbringt den Urlaub alleine in Lignano, erleidet dort einige Streiche, blöde Anmache von einem Herrn und einen fast-Flirt mit einem jungen Italiener, mit dem sie sich über Robert Musil unterhält.
In Kärnten entschließt Robert sich kurzfristig dazu, seinen Billardfreund Reinhard, der heftige Rückenschmerzen hat, in dem (fiktiven) Kurort Bad Loiperskamm zu besuchen. Sie unternehmen eine Spritztour und landen schließlich auf einem feuchtfröhlichen Fest in einem Bierzelt. Dort flirtet Brenneis zunächst mit der Kellnerin, bevor er auf der Bühne ein schräges Lied spielt, wofür er ausgepfiffen und sogar verprügelt wird.
Zurück in Wien trifft Lilly, welche die Blumen in der Wohnung gießen soll, auf den verfrüht heimgekehrten Brenneis und flirtet heftig mit ihm, aber mehr als ein Kuss ist nicht drinnen, da beide durch einen Anruf von Doris unterbrochen werden. Brenneis macht seit seiner Heimkunft eine Metamorphose durch, er rasiert seinen Bart ab und wechselt seine schlabbrigen unscheinbaren Klamotten gegen Jeans, Westernstiefel und Lederjacke. Beim schnellen Verlassen der Wohnung kippt er auf der Couch ein fast leeres Glas Milch um, was eine zweideutige Spur hinterlässt. Am selben Abend trifft der neue, selbstbewusste Robert Brenneis Lilly beim Roland Pokorny Konzert, danach gehen aber beide getrennte Wege.
Brenneis schafft es nach dem Konzert in die Garderobe der Band. Pokorny und Brenneis sehen sich nach längerer Zeit wieder und begeben sich durch das nächtliche Wien zu einer privaten Party. Auch der schleimige Agenturchef Schindler wird als „Retourkutsche“ von Robert abgewimmelt, da er „das vollste Vertrauen von Herrn Pokorny besitzt“. Auf der Party herrscht neben Alkoholkonsum auch Drogenkonsum und wilde, sexuelle Ausschweifungen der illustren Partygäste. Gemeinsam spielen Robert und Roland ein Lied, das sie vor Jahren gemeinsam komponiert haben und welches auch Anklang bei den Partygästen findet. Durch das Wiedersehen der beiden werden viele alte, aber auch neue Themen verbal aufgearbeitet. Bei der Suche nach einer Toilette verirren sich beide auf das Dach des Hauses. Dort entwickeln sich die Gespräche langsam zu einem Streitthema und die Situation eskaliert. Durch eine Attacke von Robert durchbrechen sie die Absperrung und rutschen gemeinsam die Dachschräge hinunter, können sich aber noch kurz vor dem Absturz fangen und über ein Fenster wieder in die Wohnung gelangen. Ihre Freundschaft hat sich dadurch nur noch gefestigt.
Die inzwischen heimgekehrte Doris entdeckt die Reste des Dinners von Robert und Lilly, die Unordnung in der Wohnung und die vertrockneten Reste einer weißen Flüssigkeit auf der Couch. Doris reimt sich einiges zusammen, öffnet eine Flasche Whisky, beginnt sich zu betrinken, verwüstet die Wohnung und zerstört in rasender Eifersucht Roberts Gitarrensammlung. Danach schläft sie betrunken und erschöpft auf einem Sofa ein.
Die Nacht neigt sich langsam dem Ende zu und Robert und Roland schaffen es im Morgengrauen zu dem Kaffeehaus, wo Robert sonst immer mit dem Flipper spielt. Einige letzte Weisheiten werden ausgetauscht und Robert gelingt endlich ein Freispiel, als Pokornys Manager hereinstürzt und Roland an seine Pflichten erinnert und mitnimmt. Robert hat ein Angebot auf eine gemeinsame Arbeit und Tour abgelehnt und ist zufrieden damit.
Doris erwacht mit einem Kater, setzt sich auf die andere Couch und findet die Ursache für die vertrocknete weiße Flüssigkeit – ein umgefallenes Milchglas – und bricht in Gelächter aus. Im selben Moment kommt Robert von seiner nächtlichen Tour nach Hause und kommentiert das Chaos in der Wohnung mit den Worten: „hast was gesucht…?“. Doris und Robert wissen, dass sie sich nach wie vor lieben und küssen sich.
Ein Installateur reißt versehentlich die Wand zur Brenneis-Wohnung ein und der Meister schimpft seinen Mitarbeiter einen Trottel. Der „neue“ Brenneis nimmt das alles gelassen und bittet die Handwerker auf einen Schnaps in die Wohnung.
Im Abspann des Films tanzen die Schauspieler und der Stab abwechselnd Tango.

## Produktionsnotizen
Gedreht wurde im Sommer 1995 in Wien, Niederösterreich, Kärnten und Oberitalien. Für den Ton zuständig war Johannes Palha, für das Szenenbild zeichnete Ernst Braunias verantwortlich. Produktionsleiter war Gerhard Hannak. Der im 35-mm-Format hergestellte Film wurde vom Filmfonds Wien und vom Österreichischen Filminstitut gefördert. Der ORF beteiligte sich im Rahmen des Film-/Fernseh-Abkommens an der Produktion. Der im Verleih des Filmladen befindliche Film hatte am 6. Oktober 1995 Kinopremiere in Österreich.

## Kritiken
- Reinhard Tramontana schrieb im Nachrichtenmagazin Profil, dass es dem Film an Substanz zu einer Tragikomödie wie Indien fehle, der Film sei aber eine „mitunter sehr wortwitzige Frust-Farce“, die „großteils gut geölten Dialoge“ enthielten einige „gescheite“ Beobachtungen.
- Der Kurier meinte, dass der Anspruch, einen österreichischen Woody-Allen-Film zu drehen, gescheitert sei: „Wo der Stadtneurotiker fünf Pointen pro Situation verpuffen lässt, muß sich Dorfer mit knapp einer halben bescheiden.“
- Die Salzburger Nachrichten attestieren dem Film, „etwas zu moralisierend geraten“ zu sein. Alfred Dorfer brilliere jedoch als „sarkastischer Desperado“ und Lukas Resetarits sei „ein genialer Bierzeltheuler“.

## Auszeichnung
1996 erhielt Freispiel als erfolgreichster österreichischer Kinofilm des Jahres eine Romy.